# الاین (اکلاهما)
الاین(به انگلیسی: Aline) شهری در ایالت اکلاهما کشور ایالات متحده آمریکا است که جمعیت آن در سرشماری سال ۲۰۱۰ میلادی، ۲۰۷ نفر بوده‌است.